# Vänern
Il Vänern è il più grande lago della Svezia e dell'Unione europea, nonché terzo più grande d'Europa dopo il Ladoga e l'Onega.

## Geografia

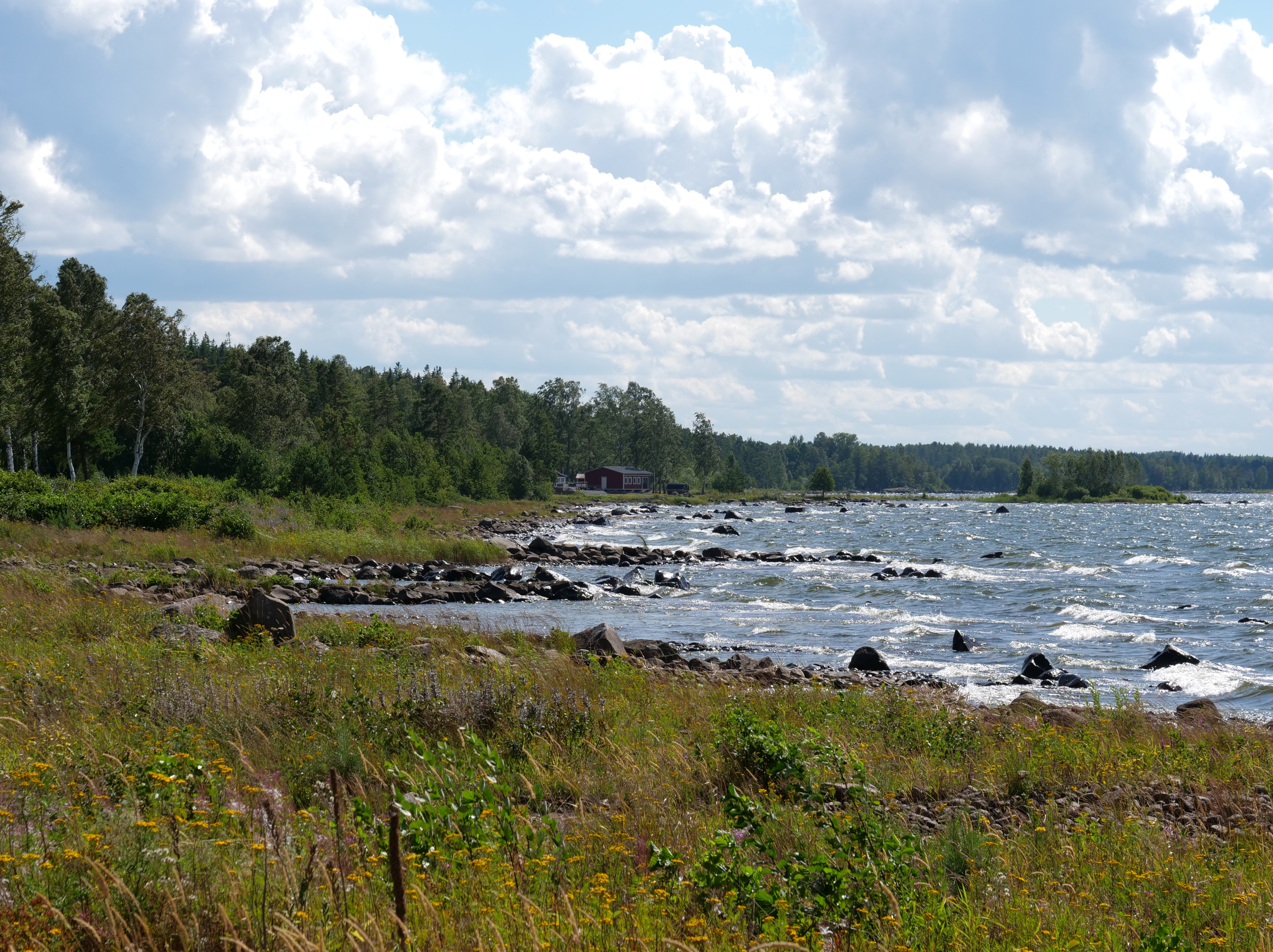
Vista della costa orientale del lago Vänern

È situato nella parte sud-occidentale del Paese ed occupa una superficie di 5 650 km² (per fare un confronto il lago di Garda, il più esteso d'Italia, ha una superficie di soli 370 km²), con una profondità media di 27 m.
Lo sviluppo costiero è di circa 2 000 km.
Insieme al canale Trollhätte diretto a Göteborg e al canale di Göta in direzione di Stoccolma, costituisce parte di un percorso navigabile che attraversa il Paese in modo trasversale. Il canale di Göta lo collega al lago Vättern, il secondo più vasto della Svezia.
Il lago è situato nella regione storica del Götaland ed è diviso fra tre province storiche: la parte occidentale del lago prende il nome di Dalbosjö, e fa quasi interamente parte della provincia di Dalsland; la parte orientale è chiamata Värmlandsjön, la cui zona settentrionale afferisce alla provincia di Värmland, mentre quella meridionale appartiene alla provincia di Västergötland.

## Storia
La parte sud-orientale del Vänern è una depressione che sembra essersi formata in seguito all'erosione di rocce sedimentarie di età paleozoica durante la glaciazione quaternaria che ha interessato l'area. 
Il lago moderno si è formato dopo la glaciazione del Quaternario, circa 10.000 anni fa; quando il ghiaccio si è sciolto, l'intera larghezza della Svezia è stata coperta dall'acqua, creando uno stretto tra il Kattegat e il Golfo di Botnia. Poiché il successivo rimbalzo post-glaciale superò il contemporaneo innalzamento del livello del mare, il lago Vänern divenne parte del lago Ancylus, che occupava il bacino del Mar Baltico. Il Vänern era collegato al lago Ancylus da uno stretto a Degerfors, nel Värmland. Un ulteriore sollevamento ha fatto sì che laghi come Vänern e Vättern si isolassero dal Baltico. Di conseguenza, sono rimaste specie dell'era glaciale che normalmente non si trovano nei laghi d'acqua dolce. Il 6 maggio 2009, sul fondo del lago è stata rinvenuta una nave vichinga.
Una storia raccontata dal mitografo islandese del XIII secolo Snorri Sturluson nella sua Edda in prosa sull'origine di Mälaren era verosimile riguardava probabilmente Vänern: il re svedese Gylfi promise a una donna, Gefjon, tanta terra quanta ne potessero arare quattro buoi in un giorno e una notte, ma lei usò buoi provenienti dalla terra dei giganti, e inoltre sradicò la terra e la trascinò in mare, dove divenne l'isola di Zealand. L'Edda in prosa dice che "le insenature del lago corrispondono ai promontori della Zelanda"; dato che questo è molto più vero per Vänern, il mito probabilmente riguardava originariamente Vänern, non Mälaren.
La battaglia sui ghiacci del lago Vänern fu una battaglia del VI secolo registrata nelle saghe norrene e citata nell'epopea dell'antico inglese Beowulf. Nel Beowulf, si afferma che Vänern si trova vicino al luogo in cui si trova il tumulo di draghi di Earnaness.

## Città
Diverse città di antica costituzione si affacciano sul lago beneficiando sia delle agevoli possibilità di trasporto sia delle risorse della pesca. Tra di esse vi sono Karlstad (riconosciuta come città nel 1584), Kristinehamn (1642), Mariestad (1583), Lidköping (1446) Vänersborg (1644), Åmål (1643) e Säffle (1951).

## Il parco
L'isola Djurö, situata nel mezzo del lago Vänern, ed il suo arcipelago sono stati dichiarati parco nazionale e costituiscono il parco nazionale Djurö.